# モトーレン仙台
株式会社モトーレン仙台（モトーレンせんだい）とは、仙台市宮城野区に本社のあるBMW及びMINIの正規ディーラー。店舗名称は、Sendai BMW（センダイ ビーエムダブリュー）、MINI SENDAI及びMINI NEXT AOBA。

## 概要
同じくBMWディーラーであり、三傳商事の関連会社でもある秋田市のモトーレン秋田より設立は新しいが、モトーレン秋田が従来のディーラー（オリエンタル自動車）から経営権を譲受され三傳グループ傘下となったが、こちらは設立時から同グループ企業として営業を開始した。
2007年7月1日に、ファーストオートが運営していたMiyagi BMWの2店舗を譲受され、Sendai BMWは4店舗体制となった（後に、Miyagi BMW店舗だった青葉店は閉店し、MINI AOBAへの転換を経て、現在は中古車専業のMINI NEXT AOBAとして展開）。同時に、宮城県唯一の正規ディーラーとなった。MINI SENDAI/MINI NEXT SENDAIは、若林店に隣接して設置されている（MINI NEXT AOBAは、中古車専業）。
2009年1月に三傳商事の経営合理化により三傳グループから切り離され、岩手日産自動車が経営権を取得した。以降、岩手日産は他県のBMWおよびMINIの正規ディーラーを次々に買収し、モトーレン仙台はグループ内のBMW・MINIディーラー部門の統括会社の位置づけとなった。
2023年4月、岩手日産が持株会社制度に移行。それに伴い親会社がグループ統括会社「NBMホールディングス株式会社」となる。それと同時にモトーレン仙台グループの名前を「クエタグループ」（Quetta Group）とする。

## 店舗
- Sendai BMW本店 - 仙台市宮城野区中野字神明98番地1
  - BMW Premium Selection仙台を併設
- Sendai BMW泉店 - 仙台市泉区七北田字新田121番地
- Sendai BMW若林店 - 仙台市若林区遠見塚一丁目18番37号
- BMW Premium Selection仙台南 - 仙台市太白区郡山字籠ノ瀬2番地1

- MINI SENDAI - 仙台市若林区遠見塚一丁目18番36号
  - MINI NEXT SENDAIを併設
- MINI NEXT AOBA - 仙台市青葉区南吉成六丁目2番地の3

## グループ会社（モトーレン仙台統括分）
- モトーレン青森（旧アルファオート・Aomori BMW、青森） - 2016年12月、吉田産業より事業譲受。2017年2月に社名変更実施。
- モトーレン福島（旧モトーレン・アイ&エフ・Fukushima BMW、福島） - 2021年3月、石油製品販売の「セキショウグループ（関彰商事）」より事業譲受。
- モトーレン岩手（旧イースタンモータース・Iwate BMW、岩手） - 2023年4月、岩手自動車販売より事業譲受の上社名変更実施。
- モトーレンヤマガタ（Yamagata BMW） - 2023年、トヨタカローラ山形より事業譲受。
- モリス（旧アイ・エム・シー・旧ティーエムシー、MINI伊勢崎・MINI高崎・MINI宇都宮・MINI小山） - 両社とも2018年グループイン。2025年1月、両社合併の上社名変更実施